# Shanghai Masters 2024
Shanghai Masters 2024 a fost un turneu de tenis care s-a jucat pe terenuri dure⁠(d) în aer liber. A fost cea de-a 13-a ediție a turneului de la Shanghai, clasificat ca eveniment ATP 1000 în cadrul circuitului  ATP 2024. A avut loc la Qizhong Forest Sports City Arena⁠(d) din Shanghai, China, în perioada 2–13 octombrie 2024.
Turneul cu premii totale de 10.298.535 $ face parte din categoria ATP 1000. Cel mai bine clasat jucător la simplu a fost numărul unu mondial italianul Jannik Sinner. Ca urmare a invaziei Rusiei în Ucraina la sfârșitul lunii februarie 2022, organismele de conducere ale tenisului, ATP, WTA și ITF, au decis că jucătorii de tenis ruși și bieloruși pot continua să concureze în circuit, dar nu sub steagurile Rusiei și Belarusului până la noi ordine.

## Campioni

### Simplu masculin
Pentru mai multe informații consultați Shanghai Masters 2024 – Simplu

### Dublu masculin
Pentru mai multe informații consultați Shanghai Masters 2024 – Dublu

## Distribuția punctelor
| Probă           | Câștigător | Finalist | Semifinalist | Sfertfinalist | Runda patru | Runda trei | Runda doi | Runda unu | Q   | Q2  | Q1  |
| Simplu masculin | 1.000      | 650      | 400          | 200           | 100         | 50         | 30        | 10        | 20  | 10  | 0   |
| Dublu masculin  | 1.000      | 600      | 360          | 180           | 90          | 0          | N/A       | N/A       | N/A | N/A | N/A |

### Premii în bani
| Probă           | Câștigător  | Finalist  | Semifinalist | Sfertfinalist | Runda patru | Runda trei | Runda doi | Runda unu | Q2       | Q1      |
| Simplu masculin | 1.100.000 $ | 585.000 $ | 325.000 $    | 185.000 $     | 101.000 $   | 59.000 $   | 34.550 $  | 23.250 $  | 13.500 $ | 7.000 $ |
| Dublu masculin* | 447.300 $   | 236.800 $ | 127.120 $    | 63.600 $      | 34.100 $    | 18.640 $   | N/A       | N/A       | N/A      | N/A     |